# Philippe Caubère
Philippe Caubère est un comédien, auteur de théâtre et metteur en scène français, né le 21 septembre 1950 à Marseille (Bouches-du-Rhône).
Il a notamment joué dans les films 1789 (1974), Molière (1978), La Gloire de mon père (1990), Le Château de ma mère (1990) et Truands (2007), mais est surtout connu pour ses œuvres théatrales autobiographiques, dont il joue seul tous les personnages. Il reçoit trois fois une récompense Molière pour ses interprétations.
Entre 2018 et 2025, trois femmes l'accusent d'agressions sexuelles sur mineures, qui auraient été commises entre 2012 et 2021. En février 2024, il est mis en examen pour agressions sexuelles, viols, et corruption de mineures dans le cadre de ces trois affaires.

## Biographie

### Carrière artistique
Philippe Caubère commence le théâtre en 1968, au Théâtre d'essai d'Aix-en-Provence. Entre 1970 et 1977, il rejoint le Théâtre du Soleil que dirige Ariane Mnouchkine et participe aux spectacles 1789, 1793 et l'Âge d'or comme acteur-improvisateur, joue les rôles de Molière et Dom Juan. Après l'Atelier Théâtre Jean Vilar de Louvain-la-Neuve, dirigé par Armand Delcampe en 1978-79, où il joue Lorenzaccio d'Alfred de Musset au Festival d'Avignon et Les Trois Sœurs de Tchékhov mis en scène par Otomar Krejča, il se lance dans l'improvisation autobiographique dirigée par Jean-Pierre Tailhade et Clémence Massart et crée en juillet 1981 au Festival d'Avignon La Danse du diable, « pièce comique et fantastique » sur sa mère et son enfance marseillaise. Il prolonge ce spectacle par Le Roman d'un acteur (réalisé avec Clémence Massart, Véronique Coquet (cofondatrice, en 1985, de la société de production La Comédie nouvelle) et Pascal, son frère), qu'il joue, pendant dix ans ; c'est une œuvre autobiographique formée de onze spectacles de trois heures, sur la vie de son double, Ferdinand Faure, influencée par Proust, Céline, Fellini ou Tintin et par-dessus tout, par la commedia dell'arte, Ariane Mnouchkine et l'expérience communautaire du Théâtre du Soleil (Ariane ou l'âge d'or).
En 2000, il rejoue La Danse du diable, ajoutant au Roman d'un acteur un nouveau cycle, L'Homme qui danse, de huit spectacles de 3 heures chacun, dont les deux derniers, La Ficelle et La Mort d'Avignon, forment l'épilogue.
Il met en scène et joue Aragon (en deux parties, Le communiste et Le fou), en 1996 ; il crée en 2003 Recouvre-le de lumière d'Alain Montcouquiol, et Urgent crier ! d'André Benedetto en 2011. En 2012, il crée Marsiho d'André Suarès, deuxième spectacle du Sud (après Urgent crier !).
En janvier 2024, la nouvelle affaire judiciaire le visant pour atteinte sexuelle sur mineure de plus de 15 ans par personne ayant autorité provoque des remous. L'utilisation de sa voix pour les audioguides de Cosquer Méditerranée, réplique de la grotte Cosquer, dans les Bouches du Rhône, est ainsi questionnée. Le maire de Marseille, Benoît Payan déclare en marge de ses vœux de nouvelle année que Caubère « n'a pas sa place dans l'espace public ». Après sa mise en examen pour viol en février 2024, la direction de la grotte Cosquer annonce remplacer sa voix dans les audioguides. Elle souhaite désormais privilégier une voix féminine.
Plusieurs salles de spectacle annulent ses représentations, notamment trois théâtres du Gard et de l'Hérault, l'Albarède à Ganges, La Maison de l'Eau à Allègre-les-Fumades et Le Cratère à Alès, qui annoncent dans un communiqué commun le 11 janvier l'annulation de ses spectacles entre fin janvier et début février autour des Lettres de mon moulin d’Alphonse Daudet,. Le 16 janvier, deux nouvelles salles, dans la Drôme et en Ardèche, à Nyons et Vals-les-Bains, annulent également ses spectacles. Le 30 janvier, La commune de Charly, dans la métropole de Lyon annonce également annuler son spectacle.

### Vie privée
Philippe Caubère est le frère aîné de la comédienne Isabelle Caubère (1954-2010), du directeur de la photographie Pascal Caubère ainsi que de l'infographiste David Caubère[réf. nécessaire].

### Prises de position
Il revendique une sexualité libre, le couple ouvert et le libertinage. En 1999, il publie chez Denoël Les carnets d'un jeune homme 76/81, dans lequel il revient sur sa vie sexuelle. Il y raconte notamment s’être masturbé sur des « photos de victimes nues des camps de concentration ». Les thèmes sexuels sont également beaucoup utilisés dans ses créations théâtrales.
En juillet 2013, il condamne, dans le quotidien Libération, le limogeage de différents directeurs d'institutions culturelles par la ministre de la Culture et de la Communication, Aurélie Filippetti.
Il se prononce plusieurs fois très favorable à la prostitution. En 2011, il publie dans Libération une tribune intitulée « Moi, Philippe Caubère, acteur, féministe, marié et client de prostituées » contre la pénalisation des clients de prostituées proposée par Roselyne Bachelot, alors ministre des Solidarités et de la Cohésion sociale,,. En octobre 2013, il signe la pétition « Touche pas à ma pute! Le manifeste des 343 "salauds" » contre les sanctions qui doivent toucher les clients des prostituées.
En 2018, visé par une plainte pour viol, il dénonce lors du procès une « dérive du mouvement MeToo » et ajoute « J’ai connu des révolutions comme mai 68, avait-il alors confié. Et j’ai connu aussi ses dérives. C’est la même chose aujourd’hui. Ce genre d’accusations est un avilissement du mouvement. Je suis horrifié par ces dérives. »,. Il se prononce à plusieurs reprises comme hostile à ce mouvement.
En octobre 2019, il signe avec 40 personnalités dont Denis Podalydès, Pierre Arditi, l'ex-ministre de la Culture Françoise Nyssen et le journaliste Patrick de Carolis, un appel contre l'interdiction de la corrida aux mineurs que la députée Samantha Cazebonne veut introduire dans une proposition de loi sur le bien-être animal.
En décembre 2023, il signe, et incite à signer une partie des 56 personnalités dont Pierre Richard, Carole Bouquet et Nathalie Baye, une tribune de soutien à Gérard Depardieu intitulée « N'effacez pas Gérard Depardieu » dans le cadre de l'affaire Gérard Depardieu, l'acteur étant alors accusé de viol, agression sexuelle et harcèlement sexuel.

## Affaires judiciaires

### 2018-2021: affaire Solveig Halloin
Le 27 mars 2018, l'actrice Solveig Halloin porte plainte contre Philippe Caubère pour viol,. Le comédien admet une relation sexuelle consentie, « amoureuse », « fleur bleue » mais rejette les accusations de viol et porte plainte pour diffamation. Le 18 février 2019, le parquet classe l'enquête contre Philipe Caubère sans suite. Le 17 septembre 2021, Solveig Halloin est condamnée pour diffamation. En juin 2024, Mediapart révèle que la police avait mené une enquête à charge contre la plaignante et délibérément ignoré des éléments clés.

### 2023-2024: mise en examen pour abus sexuels sur mineures
En 2023, il est visé par une nouvelle enquête ouverte par le parquet de Créteil pour « atteinte sexuelle sur mineure de plus de 15 ans par personne ayant autorité ». À l'époque des faits Pauline Darcel avait 16 ans et lui 61 ans. Un mécanisme d'emprise pourrait s'être mis rapidement en place. Leur relation dure plusieurs mois, entre avril et septembre 2012, en secret des parents de la jeune fille. Caubère lui recommande de ne pas en parler,. L'avocate de la jeune femme estime qu'il existait entre les deux « une autorité de fait, une emprise due à l’influence intellectuelle du comédien ». Il reconnait une liaison et indique : « la différence d’âge significative entre elle et moi aurait dû me conduire à ne pas entamer une telle relation »,,. Plusieurs échanges avec la jeune fille choquent par leur crudité, en regard du jeune âge de la plaignante, dont il vante l' « érotisme enfantin »: « Je t’aime, ma gamine », ou encore « Tu m'as embrassé et sucé comme une grande, comme une femme, plus du tout comme une enfant » et signant d'un « ton papa imaginaire ». Caubère estime que cette affaire est médiatisée à partir de janvier 2024 à cause de son implication dans la tribune de défense de Depardieu.
En février 2024, il est placé en garde à vue puis mis en examen pour agressions sexuelles, viols, et corruption de mineures dans le cadre de trois affaires différentes. En plus de la première personne et des faits présumés qui se seraient déroulés en 2012, Agathe Pujol dénonce des faits présumés commis entre 2010 et 2019, y compris des viols collectifs. Une troisième victime présumée dénonce des faits qui se seraient déroulés entre 2019 et 2021. Le Nouvel Obs, fin mars 2024, observe qu'à chaque fois, un processus d'emprise semble s'être mis en place, s'appuyant sur le charisme et sur la notoriété de Caubère.
En janvier 2025, Libération publie les récits des trois femmes, et révèle les noms des deux comédiennes qui témoignent à visage découvert. Pauline Darcel dénonce des agressions sexuelles et des viols survenus pendant leur relation en 2012, alors qu'elle était âgée de 17 ans. Agathe Pujol connaît une relation avec lui de ses 17 à ses 29 ans, entre 2010 et 2022. Elle dénonce elle aussi des agressions sexuelles et des viols, ainsi que des viols commis par une centaine d'hommes différents. Certains auraient été recrutés via des petites annonces par Philippe Caubère qui leur aurait demandé à chaque fois une dizaine d'euros, d'autres recrutés dans son cercle d'amis. Agathe Pujol déclare : « sous prétexte de mythes soixante-huitards et de liberté » elle était « devenue l’esclave » de l’artiste. Dans un des mails qu'il lui envoie, il lui écrit : « Je te trouvais trop bonne. Même ta maigreur de déportée me faisait – mentalement – bander ». Dans les nombreux SMS envoyés, il déclare également « Matzneff dit la vérité : c’est merveilleux à 15 ans ».
La troisième plaignante témoigne anonymement dans Libération et déplore de nombreux messages à caractère sexuel alors qu'elle était mineure. Les messages débutent en 2017, alors qu'elle n'avait que 14 ans. Il lui déclare notamment : « Je serais trop fier. D'être accusé de pédophilie par un si beau bébé ».
Les avocates de Philippe Caubère indiquent que celui-ci reconnaît « les liaisons et relations sexuelles » mais « réfute leur avoir imposé le moindre acte sexuel ». Il ajoute : « J’ai un gros problème avec la question de l’âge qui a été multiplié par le jeu de la vie, je joue l’enfant, l’adolescent et l’adulte ».

## Filmographie
Sauf indication contraire, les informations mentionnées dans cette section peuvent être confirmées par les bases de données cinématographiques  présentes dans la section « Liens externes ».

### Cinéma
- 1974 : 1789 d'Ariane Mnouchkine : Molière
- 1978 : Molière d'Ariane Mnouchkine : Molière
- 1980 : La Femme flic d'Yves Boisset : L'abbé Henning
- 1980 : Retour à Marseille de René Allio : Monsieur André
- 1990 : La Gloire de mon père d'Yves Robert : Joseph Pagnol
- 1990 : Le Château de ma mère d'Yves Robert : Joseph Pagnol
- 1995 : Les Enfants du soleil
- 1997 : Ariane ou l'Âge d'or : Lui-même
- 1997 : Jours de colère : Lui-même
- 1997 : Les Marches du palais
- 1999 : Aragon - L'an 2000 n'aura pas lieu
- 2002 : La Fête de l'amour
- 2002 : Le Triomphe de la jalousie
- 2006 : L'Étoile du soldat de Christophe de Ponfilly : Voix
- 2007 : Truands de Frédéric Schoendoerffer : Claude Corti
- 2011 : The end de Daniel Barcelo, court-métrage
- 2013 : L'Harmonie familiale de Camille de Casabianca
- 2013 : Ava pas aller bien loin de Thomas Pedeneau : Joseph
- 2015 : Laurette 1942, une volontaire au camp du Récébédou de Francis Fourcou : la voix du narrateur
- 2017 : Ariane ou l'Âge d'Or : Lui-même
- 2017 : La Danse du Diable : Lui-même
- 2018 : Le Bac 68 : Lui-même

### Télévision
- 1981 : Molière, ou la vie d'un honnête homme (série) : Molière
- 2010 : Victor Sauvage (série)
- 2010 : La femme du boulanger (téléfilm) : Le marquis Castan de Venelles

## Théâtre
Sauf indication contraire ou complémentaire, les informations mentionnées dans cette section peuvent être confirmées par la base de données Les Archives du spectacle.

### Acteur
- 1970 : 1789, création collective du Théâtre du Soleil sous la direction d'Ariane Mnouchkine, Piccolo Teatro di Milano puis Cartoucherie de Vincennes
- 1972 : 1793, création collective du Théâtre du Soleil sous la direction d'Ariane Mnouchkine, Cartoucherie de Vincennes
- 1975 : L’Âge d'or, création collective du Théâtre du Soleil sous la direction d'Ariane Mnouchkine, Cartoucherie de Vincennes
- 1977 : Dom Juan ou le Festin de Pierre de Molière, Cartoucherie de Vincennes
- 1979 : Lorenzaccio d'Alfred de Musset, Palais des Papes, Festival d'Avignon : Lorenzo
  - Les Trois Sœurs de Tchékhov, Atelier théâtral de Louvain-La-Neuve, tournée : Touzenbach
- 1981 : La Danse du diable de Philippe Caubère, La Condition des Soies, Festival d'Avignon
- 1986 : Ariane ou l'Âge d'or de Philippe Caubère, Théâtre Tristan-Bernard
  - Jours de colère (Ariane 2) de Philippe Caubère, Théâtre Hébertot
- 1988 : Les Enfants du Soleil[45] de Philippe Caubère, Théâtre Hébertot
- 1989 : La Fête de l'amour et Le Triomphe de la jalousie de Philippe Caubère, Théâtre Hébertot
- 1991 : Le Chemin de la mort et Le Vent du gouffre de Philippe Caubère, Théâtre de la Renaissance
- 1992 : Le Champ de betteraves, Le Voyage en Italie et Le Bout de la nuit, Théâtre de la Renaissance
- 1993 : Les Marches du Palais[46] de Philippe Caubère, Théâtre Daniel-Sorano (Toulouse)
  - Le Roman d'un acteur (intégrale) de Philippe Caubère, Cloître des Carmes, Festival d'Avignon
- 1996 : Aragon de Philippe Caubère, Festival des Îles (Marseille)
- 1999 : Suarès de Philippe Caubère d’après André Suarès, Théâtre des Salins (Martigues)
- 2000 : Claudine et le Théâtre de Philippe Caubère, carrière Boulbon, Festival d'Avignon
- 2001 : 68 selon Ferdinand de Philippe Caubère, Théâtre du Chêne noir, Festival d'Avignon
- 2003 : Recouvre-le de lumière de Philippe Caubère d'après Alain Montcouquiol, Arènes de Nîmes
- 2005 : Ariane et Ferdinand de Philippe Caubère, Théâtre de la Minoterie (Marseille)
- 2006 : L'Homme qui danse ou la Vraie Danse du diable (3 premiers volets)
- 2007 : L'Épilogue de Philippe Caubère, Théâtre du Rond-Point
- 2009, 2010 : Jules et Marcel d'après la correspondance entre Raimu et Marcel Pagnol, mise en scène Jean-Pierre Bernard, Théâtre Hébertot, avec Michel Galabru, tournée en 2011
- 2010 : La Femme du boulanger de Marcel Pagnol, mise en scène Alain Sachs,
- 2010 : Urgent crier à partir de textes et poèmes d'André Benedetto,
- 2011 : Urgent crier, Maison de la Poésie
- 2012 : Marsiho de André Suarès, mise en scène Philippe Caubère, Théâtre des Carmes Festival d'Avignon, tournée en 2013
- 2013 : Jules et Marcel, Théâtre Silvain (Marseille)
- 2014 : La Danse du diable de Philippe Caubère, Festival d'Avignon
- 2015 : Le Bac 68 de Philippe Caubère, Coréalisation Théâtre du Chêne Noir.
- 2017 : Adieu Ferdinand ! de Philippe Caubère, Créée au Théâtre de l’Athénée Louis-Jouvet.
- 2019 - 2020 : Le Casino de Namur et La baleine et le camp naturiste de Philippe Caubère, au théâtre du Rond-Point.
- 2021 : Lettres de mon moulin d'Alphonse Daudet, Théâtre de l'Œuvre
- 2022 : Les Étoiles et autres lettres d'Alphonse Daudet, Festival off d'Avignon

### Auteur
- 1981 : La Danse du diable – Histoire comique et fantastique, La Condition des Soies (Avignon)
- 1986 - 1992 : Le Roman d'un acteur Épopée burlesque en onze épisode

- 1996 : Aragon, Festival des Îles (Marseille)
- 1999 : Suarès d’après André Suarès, théâtre des Salins (Martigues)
- 2000 - 2007 : L'Homme qui danse ou la Vraie Danse du diable – Autobiographie théâtrale, comique et fantastique en sept épisodes
- 2003 : Recouvre-le de lumière d'après Alain Montcouquiol, Arènes de Nîmes
- 2015 - 2018 : Le Bac 68 - Histoire dans l'histoire de « La Danse du Diable ».
- 2017 - 2018 : Adieu Ferdinand ! - t
- 2019 : Adieu Ferdinand ! Suite et fin… -

### Metteur en scène
- 1977 : Dom Juan ou le Festin de Pierre de Molière, La Cartoucherie
- 1981 : La Danse du diable, La Condition des Soies, Festival d'Avignon
- 1986 - 1992 : Le Roman d'un acteur
- 1995 : Que je t'aime ! de et par Clémence Massart, théâtre des Carmes (Avignon) puis théâtre Tristan-Bernard
- 1996 : Aragon, Festival des Îles (Marseille)
- 1999 : Suarès d’après André Suarès, théâtre des Salins (Martigues)
- 2000 - 2007 : L'Homme qui danse ou la Vraie Danse du diable
- 2003 : Recouvre-le de lumière d'après Alain Montcouquiol, Arènes de Nîmes
- 2010 : Urgent crier à partir de textes et poèmes d'André Benedetto, Théâtre des Carmes à Avignon pour une avant-première puis en 2011, dans le cadre du festival Off pendant un mois toujours au théâtre des Carmes
- 2018 - 2019 : reprise de Que je t'aime ! (Courrier du cœur) de et par Clémence Massart, Théâtre du Pont Tournant (Bordeaux) puis Théâtre Lucernaire (Paris).

## Distinctions

### Décoration
Caubère est fait Commandeur de l'ordre des Arts et des Lettres en 2020.

### Récompenses
- Molières 1987 : Molière du théâtre privé pour Ariane ou l'Âge d'or
- Molières 1987 : Molière de la révélation théâtrale masculine pour Ariane ou l'Âge d'or
- Molières 2017 : Molière du comédien dans un spectacle de théâtre public pour Le Bac 68

### Nominations
- Molières 1987 : Molière de l'auteur pour Ariane ou l'Âge d'or
- Molières 2015 : Molière du comédien dans un spectacle de théâtre public pour La Danse du diable
- Molières 2018 : Molière du comédien dans un spectacle de théâtre public pour Adieu Ferdinand !